# Ignacio Lemmo
Ignacio Nicolás Lemmo Gervasio (Montevideo, Uruguay, 13 de enero de 1990) es un  futbolista uruguayo que juega de mediocentro ofensivo en Deportes Recoleta de la Primera División de Uruguay.

## Trayectoria

### En Uruguay
Realizó sus inferiores en el Club Sportivo Miramar Misiones en donde también pudo debutar en el Campeonato Uruguayo de Primera División 2007-08.
Después de 4 años es cedido al Club Atlético Bella Vista, pero lamentablemente el club desciende a la Segunda División Profesional de Uruguay y agregado a los malos momento económico el club es desafilado del fútbol profesional.
Rápidamente debe buscar un club y recae en Club Atlético Progreso, de la Segunda División Profesional de Uruguay, club que años más tarde regresaría.  
Después de pasar por varios clubes en el año 2016 volvería al Club Atlético Progreso en para la segunda rueda del Campeonato Uruguayo de Segunda División 2015-16, donde realiza muy buenas actuaciones, anotando 7 goles en 14 partidos. Posteriormente tendría un breve paso en Racing Club de Montevideo en Primera División para posteriormente volver a Progreso en el Campeonato Uruguayo de Segunda División 2017 donde sería parte importante del equipo que lograría el ascenso a primera división, anotando 6 goles y dando 5 asistencias. El año siguiente sería figura en el Torneo Intermedio 2018 y especialmente en el Campeonato Uruguayo de Primera División 2018 donde sería candidato al equipo ideal de la temporada 2018.

### En Chile
Gracias a sus buenas actuaciones en la temporada 2018 da sus primeros pasos por en el extranjero, específicamente en el Club de Deportes Puerto Montt de la Primera B de Chile.
El buen cometido del uruguayo, hizo que la dirigencia de Deportes Puerto Montt comprara gran parte de su pase y extendiera su contrato hasta 2021
En su primera temporada, de los 36 goles marcados por el equipo, 12 de ellos son convertidos por Ignacio.

## Clubes
| Club                          | Temporada     | Liga  | Liga  | Liga   | Copas nacionales | Copas nacionales | Copas nacionales | Total | Total | Total  |
| Club                          | Temporada     | Part. | Goles | Asist. | Part.            | Goles            | Asist.           | Part. | Goles | Asist. |
| ----------------------------- | ------------- | ----- | ----- | ------ | ---------------- | ---------------- | ---------------- | ----- | ----- | ------ |
| Miramar Misiones · Uruguay    | 2008-12       | 75    | 16    | 6      | —                | —                | —                | 75    | 16    | 6      |
| Miramar Misiones · Uruguay    | Total club    | 75    | 16    | 6      | 0                | 0                | 0                | 75    | 16    | 6      |
| Bella Vista · Uruguay         | 2012-13       | 19    | 2     | 0      | —                | —                | —                | 19    | 2     | 0      |
| Bella Vista · Uruguay         | Total club    | 19    | 2     | 0      | 0                | 0                | 0                | 19    | 2     | 0      |
| Miramar Misiones · Uruguay    | 2013          | 3     | 0     | 0      | —                | —                | —                | 3     | 0     | 0      |
| Miramar Misiones · Uruguay    | Total club    | 3     | 0     | 0      | 0                | 0                | 0                | 3     | 0     | 0      |
| Progreso · Uruguay            | 2013-14       | 13    | 4     | 2      | —                | —                | —                | 13    | 4     | 2      |
| Progreso · Uruguay            | Total club    | 13    | 4     | 2      | 0                | 0                | 0                | 13    | 4     | 2      |
| Canadian · Uruguay            | 2014-15       | 28    | 14    | 1      | —                | —                | —                | 28    | 14    | 1      |
| Canadian · Uruguay            | Total club    | 28    | 14    | 1      | 0                | 0                | 0                | 28    | 14    | 1      |
| Rentistas · Uruguay           | 2015-16       | 4     | 1     | 0      | —                | —                | —                | 4     | 1     | 0      |
| Rentistas · Uruguay           | Total club    | 4     | 1     | 0      | 0                | 0                | 0                | 4     | 1     | 0      |
| Progreso · Uruguay            | 2016          | 14    | 7     | 0      | —                | —                | —                | 14    | 7     | 0      |
| Progreso · Uruguay            | Total club    | 14    | 7     | 0      | 0                | 0                | 0                | 14    | 7     | 0      |
| Racing · Uruguay              | 2016-17       | 3     | 0     | 1      | —                | —                | —                | 3     | 0     | 1      |
| Racing · Uruguay              | Total club    | 3     | 0     | 1      | 0                | 0                | 0                | 3     | 0     | 1      |
| Progreso · Uruguay            | 2017-18       | 60    | 17    | 11     | —                | —                | —                | 60    | 17    | 11     |
| Progreso · Uruguay            | Total club    | 60    | 17    | 11     | 0                | 0                | 0                | 60    | 17    | 11     |
| Deportes Puerto Montt · Chile | 2019          | 23    | 12    | 5      | 3                | 3                | 1                | 26    | 15    | 6      |
| Deportes Puerto Montt · Chile | 2020          | 26    | 9     | 0      | —                | —                | —                | 26    | 9     | 0      |
| Deportes Puerto Montt · Chile | Total club    | 49    | 21    | 5      | 3                | 3                | 1                | 52    | 24    | 6      |
| Unión Española · Chile        | 2021          | 14    | 4     | 0      | 0                | 0                | 0                | 14    | 4     | 0      |
| Unión Española · Chile        | Total club    | 14    | 4     | 0      | 0                | 0                | 0                | 14    | 4     | 0      |
| Deportes Puerto Montt · Chile | 2022          | 24    | 2     | 0      | 3                | 1                | 0                | 25    | 3     | 0      |
| Deportes Puerto Montt · Chile | Total club    | 24    | 2     | 0      | 3                | 1                | 0                | 25    | 3     | 0      |
| Total carrera                 | Total carrera | 282   | 88    | 26     | 6                | 4                | 1                | 285   | 89    | 27     |
| 1. 2.                         |               |       |       |        |                  |                  |                  |       |       |        |